# 刘富才
刘富才（1952年2月5日—），广东广州人，汉族，曾任广东省人民政府国有资产监督管理委员会主任、党委书记。第十一届全国人民代表大会广东地区代表。2014年4月，因涉嫌贪腐外逃至澳大利亚。
1972年2月入党，1970年12月参加工作，在职研究生学历，硕士学位，1997年上海海运学院运输管理工程专业研究生毕业。1996年任广州海运集团（有限）公司兴华船务公司经理、南方船务公司经理兼香港南方船务有限公司董事总经理；1997年4月任中国海运（集团）总公司运输部部长；1998年5月任中海发展股份有限公司货轮公司业务主管副总经理；1998年12月任湛江港务局任局长兼党委书记；2001年9月任广东省经济贸易委员会副主任。2003年4月任广东省经济贸易委员会主任。2004年1月担任广东省国资委主任、党委书记。2009年10月不再担任主任，但仍继续担任党委书记。
2008年起担任全国人大代表。2010年，刘富才参加两会上主动“爆料”公务员的工资制度：“以广东省的国企为例，同是正厅级干部，我每年拿到手的钱不到8万块，工资单就7900块钱一个月。如果三金加起来算有10万。广东省国企的董事长多少钱？高的是80万，最差的也有46万，中间阶层60万。”他的言论引发外界争议。2012年2月，退休。

## 立案调查
2014年4月25日，刘富才持护照离开中华人民共和国，前往澳大利亚。
2015年7月，广东纪检监察机关致电刘富才，宣布广东省纪委对其立案决定，明确要求他按期回国接受组织调查。10月12日，广东省纪委公开宣布，对刘富才严重违纪问题进行立案审查。经查，刘富才违反组织纪律，未向组织报告擅自出国，也不参加组织生活，长期滞留国外不归；拒不配合组织调查；在担任省国资委主任、党委书记期间，违反廉洁自律规定，利用职务上的便利，长期占用公物归个人使用，将本人及亲属应当由个人支付的费用在单位报销。其行为已构成严重违纪。刘富才身为党员领导干部，不履行党员义务，不参加组织生活，严重违反党的组织纪律和廉洁自律规定，长期滞留国外不归，拒不配合组织调查，性质恶劣、情节严重。根据《中国共产党章程》和《中国共产党纪律处分条例》等有关规定，经省纪委常委会议审议并报省委批准，决定给予刘富才开除党籍处分；由省监察厅报请省政府批准取消其退休待遇；收缴其违纪所得。
2018年6月6日，中央反腐败协调小组国际追逃追赃工作办公室关于部分外逃人员有关线索的公告中，第17位为刘富才。他涉嫌受贿、滥用职权罪。